# Tocoyena orinocensis
Tocoyena orinocensis är en måreväxtart som beskrevs av Paul Carpenter Standley och Julian Alfred Steyermark. Tocoyena orinocensis ingår i släktet Tocoyena och familjen måreväxter. Inga underarter finns listade i Catalogue of Life.